# Audruvė
Audruvė-Audruve je řeka 2. řádu, jejíž horní část toku je na území Litvy, v okrese Joniškis, pod názvem Audruvė, dolní část toku je na území Lotyšska, okres Jelgava, pod názvem Audruve. Je to levý přítok řeky Vircava, do které se vlévá 28,0 km od jejího ústí do Lielupe, u vsi Raiņi, 17 km na jihojihovýchod od Jelgavy. Pramení na jih od vsi Niūraičiai, 10 km na jih od okresního města Joniškis. Teče převážně směrem severním (jako většina řek v této oblasti, paralelně se sousedními řekami), velmi mírně odkloněným k východu. Míjí od východu okresní město Joniškis. Průměrná spád je 113 cm/km

## Přítoky
- Levé:

| Hydrologické pořadí | Řeka                | Délka (km) | Povodí (km²) | Vzdálenost od ústí (km) | Ústí kde | Koordináty ústí |
| ------------------- | ------------------- | ---------- | ------------ | ----------------------- | -------- | --------------- |
| 40010196            | A – 5               | 2,2        | 2,3          | 37,9                    |          |                 |
| 40010213            | Purvė neboli Klampė |            |              | 31,1                    | Bariūnai |                 |
| 40010217            | Daumantu grāvis     | 6,2        | 4,4          | 14,9                    | Zizma    |                 |
| 40010218            | Upelis              | 18,8       | 17,5         | 6,0                     |          |                 |

- Pravé:

| Hydrologické pořadí | Řeka     | Délka (km) | Povodí (km²) | Vzdálenost od ústí (km) | Ústí kde | Koordináty ústí |
| ------------------- | -------- | ---------- | ------------ | ----------------------- | -------- | --------------- |
| 40010195            | A – 4    | 4,3        | 7,5          | 43,7                    |          |                 |
| 40010197            | Kiriena  | 11,5       | 26,6         | 33,8                    | Joniškis |                 |
| 40010215            | Juodupis | 5,4        | 5,9          | 26,0                    | Paudruvė |                 |
| 40010216            | A – 2    | 4,8        | 4,7          | 21,2                    |          |                 |

## Sídla při řece
- v Litvě: Gataučiai, Niūraičiai, Kirnaičiai, Šlapakiai, Joniškis, Beržininkai, Anapolis, Bariūnai, Skilvioniai, Girdžiūnai, Drąsutaičiai, Mitkūnai
- v Lotyšsku: Ziediņi, Briņķī, Kalniņi, Ozolmuiža, Kalnenieki, Sesavmuiža, Friči, Juri, Rušiņas, Zizma, Kaņepes, Kužas, Briežu Brači, Grivnieki, Raiņi